# Eleições europeias de 2014 em Gondomar

## Resultados Oficiais
| Partido                 | Partido                               | Votos   | %               | +/-   |
| ----------------------- | ------------------------------------- | ------- | --------------- | ----- |
|                         | Partido Socialista                    | 18 379  | 33,91 / 100,00  | 4,01  |
|                         | Aliança Portugal                      | 11 686  | 21,56 / 100,00  | 12,34 |
|                         | Coligação Democrática Unitária        | 7 988   | 14,74 / 100,00  | 2,83  |
|                         | Partido da Terra                      | 4 443   | 8,20 / 100,00   | 7,72  |
|                         | Bloco de Esquerda                     | 3 040   | 5,61 / 100,00   | 6,22  |
|                         | PCTP/MRPP                             | 1 234   | 2,28 / 100,00   | 0,84  |
|                         | Partido pelos Animais e pela Natureza | 987     | 1,82 / 100,00   | Novo  |
|                         | LIVRE                                 | 915     | 1,69 / 100,00   | Novo  |
|                         | Outros                                | 1 509   | 3,22 / 100,00   |       |
| Votos Inválidos         | Votos Inválidos                       | 4 031   | 7,41 / 100,00   | 0,18  |
| Total                   | Total                                 | 54 194  | 100,00 / 100,00 |       |
| Eleitorado/Participação | Eleitorado/Participação               | 144 345 | 37,54 / 100,00  | 3,28  |

## Resultados por Freguesia
Os resultados seguintes referem-se aos partidos que obtiveram mais de 1,00% dos votos:
| Freguesia                            | %     | %     | %     | %    | %    | %    | %    | %    | Votantes |
| Freguesia                            | PS    | AP    | CDU   | MPT  | BE   | PCTP | PAN  | L    | Votantes |
| ------------------------------------ | ----- | ----- | ----- | ---- | ---- | ---- | ---- | ---- | -------- |
| Baguim do Monte                      | 35,85 | 22,16 | 11,89 | 7,98 | 5,83 | 2,07 | 1,93 | 1,82 | 4 549    |
| Fânzeres e São Pedro da Cova         | 33,11 | 17,57 | 22,82 | 6,65 | 5,18 | 3,04 | 1,32 | 1,36 | 11 558   |
| Foz do Sousa e Covelo                | 37,36 | 27,39 | 8,69  | 7,52 | 3,54 | 1,43 | 1,35 | 1,32 | 2 658    |
| Gondomar (São Cosme), Valbom e Jovim | 31,16 | 23,62 | 12,82 | 9,06 | 6,03 | 2,24 | 1,85 | 1,98 | 16 040   |
| Lomba                                | 47,23 | 25,06 | 9,16  | 3,37 | 2,89 | 2,65 | 1,69 | 0    | 415      |
| Melres e Medas                       | 42,96 | 21,25 | 8,51  | 7,53 | 3,02 | 2,42 | 1,12 | 1,26 | 2 151    |
| Rio Tinto                            | 34,54 | 21,22 | 13,68 | 8,80 | 6,16 | 1,96 | 2,28 | 1,75 | 16 823   |
| Gondomar                             | 33,91 | 21,56 | 14,74 | 8,20 | 5,61 | 2,28 | 1,82 | 1,69 | 54 194   |

#### Baguim do Monte
| Partido                 | Partido                               | Votos  | %               | +/-   |
| ----------------------- | ------------------------------------- | ------ | --------------- | ----- |
|                         | Partido Socialista                    | 1 631  | 35,85 / 100,00  | 5,62  |
|                         | Aliança Portugal                      | 1 008  | 22,16 / 100,00  | 13,90 |
|                         | Coligação Democrática Unitária        | 541    | 11,89 / 100,00  | 2,24  |
|                         | Partido da Terra                      | 363    | 7,98 / 100,00   | 7,41  |
|                         | Bloco de Esquerda                     | 265    | 5,83 / 100,00   | 5,18  |
|                         | PCTP/MRPP                             | 94     | 2,07 / 100,00   | 0,68  |
|                         | Partido pelos Animais e pela Natureza | 88     | 1,93 / 100,00   | Novo  |
|                         | LIVRE                                 | 83     | 1,82 / 100,00   | Novo  |
|                         | Outros                                | 132    | 2,91 / 100,00   |       |
| Votos Inválidos         | Votos Inválidos                       | 344    | 7,56 / 100,00   | 0,85  |
| Total                   | Total                                 | 4 549  | 100,00 / 100,00 |       |
| Eleitorado/Participação | Eleitorado/Participação               | 12 116 | 37,55 / 100,00  | 1,80  |

#### Fânzeres e São Pedro da Cova
| Partido                 | Partido                               | Votos  | %               |
| ----------------------- | ------------------------------------- | ------ | --------------- |
|                         | Partido Socialista                    | 3 827  | 33,11 / 100,00  |
|                         | Coligação Democrática Unitária        | 2 638  | 22,82 / 100,00  |
|                         | Aliança Portugal                      | 2 031  | 17,57 / 100,00  |
|                         | Partido da Terra                      | 769    | 6,65 / 100,00   |
|                         | Bloco de Esquerda                     | 599    | 5,18 / 100,00   |
|                         | PCTP/MRPP                             | 351    | 3,04 / 100,00   |
|                         | LIVRE                                 | 157    | 1,36 / 100,00   |
|                         | Partido pelos Animais e pela Natureza | 152    | 1,32 / 100,00   |
|                         | Outros                                | 319    | 2,75 / 100,00   |
| Votos Inválidos         | Votos Inválidos                       | 715    | 6,19 / 100,00   |
| Total                   | Total                                 | 11 558 | 100,00 / 100,00 |
| Eleitorado/Participação | Eleitorado/Participação               | 33 374 | 34,63 / 100,00  |

#### Foz do Sousa e Covelo
| Partido                 | Partido                               | Votos | %               |
| ----------------------- | ------------------------------------- | ----- | --------------- |
|                         | Partido Socialista                    | 993   | 37,36 / 100,00  |
|                         | Aliança Portugal                      | 728   | 27,39 / 100,00  |
|                         | Coligação Democrática Unitária        | 231   | 8,69 / 100,00   |
|                         | Partido da Terra                      | 200   | 7,52 / 100,00   |
|                         | Bloco de Esquerda                     | 94    | 3,54 / 100,00   |
|                         | PCTP/MRPP                             | 38    | 1,43 / 100,00   |
|                         | Partido pelos Animais e pela Natureza | 36    | 1,35 / 100,00   |
|                         | LIVRE                                 | 35    | 1,32 / 100,00   |
|                         | Outros                                | 76    | 2,86 / 100,00   |
| Votos Inválidos         | Votos Inválidos                       | 227   | 8,54 / 100,00   |
| Total                   | Total                                 | 2 658 | 100,00 / 100,00 |
| Eleitorado/Participação | Eleitorado/Participação               | 6 778 | 39,22 / 100,00  |

#### Gondomar, Valbom e Jovim
| Partido                 | Partido                               | Votos  | %               |
| ----------------------- | ------------------------------------- | ------ | --------------- |
|                         | Partido Socialista                    | 4 998  | 31,16 / 100,00  |
|                         | Aliança Portugal                      | 3 789  | 23,62 / 100,00  |
|                         | Coligação Democrática Unitária        | 2 056  | 12,82 / 100,00  |
|                         | Partido da Terra                      | 1 454  | 9,06 / 100,00   |
|                         | Bloco de Esquerda                     | 968    | 6,03 / 100,00   |
|                         | PCTP/MRPP                             | 359    | 2,24 / 100,00   |
|                         | LIVRE                                 | 318    | 1,98 / 100,00   |
|                         | Partido pelos Animais e pela Natureza | 297    | 1,85 / 100,00   |
|                         | Outros                                | 496    | 3,09 / 100,00   |
| Votos Inválidos         | Votos Inválidos                       | 1 305  | 8,13 / 100,00   |
| Total                   | Total                                 | 16 040 | 100,00 / 100,00 |
| Eleitorado/Participação | Eleitorado/Participação               | 41 505 | 38,65 / 100,00  |

#### Lomba
| Partido                 | Partido                               | Votos | %               | +/-   |
| ----------------------- | ------------------------------------- | ----- | --------------- | ----- |
|                         | Partido Socialista                    | 196   | 47,23 / 100,00  | 13,96 |
|                         | Aliança Portugal                      | 104   | 25,06 / 100,00  | 11,08 |
|                         | Coligação Democrática Unitária        | 38    | 9,16 / 100,00   | 0,97  |
|                         | Partido da Terra                      | 14    | 3,37 / 100,00   | 2,41  |
|                         | Bloco de Esquerda                     | 12    | 2,89 / 100,00   | 8,20  |
|                         | PCTP/MRPP                             | 11    | 2,65 / 100,00   | 1,50  |
|                         | Partido da Nova Democracia            | 8     | 1,93 / 100,00   | -     |
|                         | Partido pelos Animais e pela Natureza | 7     | 1,69 / 100,00   | Novo  |
|                         | Outros                                | 8     | 1,93 / 100,00   |       |
| Votos Inválidos         | Votos Inválidos                       | 17    | 4,10 / 100,00   | 0,09  |
| Total                   | Total                                 | 415   | 100,00 / 100,00 |       |
| Eleitorado/Participação | Eleitorado/Participação               | 1 422 | 29,18 / 100,00  | 3,47  |

#### Melres e Medas
| Partido                 | Partido                               | Votos | %               |
| ----------------------- | ------------------------------------- | ----- | --------------- |
|                         | Partido Socialista                    | 924   | 42,96 / 100,00  |
|                         | Aliança Portugal                      | 457   | 21,25 / 100,00  |
|                         | Coligação Democrática Unitária        | 183   | 8,51 / 100,00   |
|                         | Partido da Terra                      | 162   | 7,53 / 100,00   |
|                         | Bloco de Esquerda                     | 65    | 3,02 / 100,00   |
|                         | PCTP/MRPP                             | 52    | 2,42 / 100,00   |
|                         | Partido pelos Animais e pela Natureza | 27    | 1,26 / 100,00   |
|                         | LIVRE                                 | 24    | 1,12 / 100,00   |
|                         | Outros                                | 70    | 3,26 / 100,00   |
| Votos Inválidos         | Votos Inválidos                       | 187   | 8,69 / 100,00   |
| Total                   | Total                                 | 2 151 | 100,00 / 100,00 |
| Eleitorado/Participação | Eleitorado/Participação               | 5 031 | 42,75 / 100,00  |

#### Rio Tinto
| Partido                 | Partido                               | Votos  | %               | +/-   |
| ----------------------- | ------------------------------------- | ------ | --------------- | ----- |
|                         | Partido Socialista                    | 5 810  | 34,54 / 100,00  | 4,12  |
|                         | Aliança Portugal                      | 3 569  | 21,22 / 100,00  | 12,99 |
|                         | Coligação Democrática Unitária        | 2 301  | 13,68 / 100,00  | 2,95  |
|                         | Partido da Terra                      | 1 481  | 8,80 / 100,00   | 8,41  |
|                         | Bloco de Esquerda                     | 1 037  | 6,16 / 100,00   | 7,37  |
|                         | Partido pelos Animais e pela Natureza | 383    | 2,28 / 100,00   | Novo  |
|                         | PCTP/MRPP                             | 329    | 1,96 / 100,00   | 0,71  |
|                         | LIVRE                                 | 295    | 1,75 / 100,00   | Novo  |
|                         | Outros                                | 400    | 2,38 / 100,00   |       |
| Votos Inválidos         | Votos Inválidos                       | 1 218  | 7,24 / 100,00   | 0,46  |
| Total                   | Total                                 | 16 823 | 100,00 / 100,00 |       |
| Eleitorado/Participação | Eleitorado/Participação               | 44 119 | 38,13 / 100,00  | 4,31  |